# Priopus
Priopus is een geslacht van kevers uit de familie  
kniptorren (Elateridae).
Het geslacht is voor het eerst wetenschappelijk beschreven in 1840 door Laporte.

## Soorten
Het geslacht omvat de volgende soorten:
- Priopus aequalis (Candèze, 1878)
- Priopus ambustus (Candèze, 1865)
- Priopus angulatus (Candèze, 1860)
- Priopus angusticollis (Candèze, 1875)
- Priopus angustus (Fleutiaux, 1934)
- Priopus apicalis (Schwarz, 1902)
- Priopus arimotoi Platia & Schimmel, 1997
- Priopus bakeri Platia & Schimmel, 1996
- Priopus bakewelli (Fleutiaux, 1914)
- Priopus barbus (Candèze, 1882)
- Priopus basalis (Schwarz, 1900)
- Priopus basilaris (Schenkling, 1927)
- Priopus baumi Platia & Schimmel, 2003
- Priopus beauchenei Platia & Schimmel, 2003
- Priopus bibari Kishii in Kishii & Paik, 2002
- Priopus bicolor Platia & Schimmel, 1996
- Priopus bimaculatus (Fleutiaux, 1918)
- Priopus bioculatus (Schwarz, 1902)
- Priopus bispinosus Platia & Schimmel, 2003
- Priopus bocakorum Platia & Schimmel, 1995
- Priopus bolmi Platia & Schimmel, 1996
- Priopus boninsis Van Zwaluwenburg, 1957
- Priopus borneoensis (Ôhira, 1973)
- Priopus brancuccii Platia & Schimmel, 1995
- Priopus brevicollis Fleutiaux, 1940
- Priopus brevis (Candèze, 1897)
- Priopus bruggei Platia, 2005
- Priopus brunneus Platia & Schimmel, 1996
- Priopus bryanti Platia & Schimmel, 1995
- Priopus candezei Platia & Schimmel, 1995
- Priopus carinatus Platia & Schimmel, 1996
- Priopus castaneus (Miwa, 1930)
- Priopus cervinus (Candèze, 1875)
- Priopus ciprinus (Candèze, 1865)
- Priopus communis Platia & Schimmel, 1997
- Priopus consanguineus (Candèze, 1860)
- Priopus convexicollis Platia & Schimmel, 1995
- Priopus coomani Fleutiaux, 1933
- Priopus corporaali Platia & Schimmel, 1995
- Priopus coxalis (Fleutiaux, 1932)
- Priopus crassiusculus Platia & Schimmel, 1996
- Priopus decoratus Platia & Schimmel, 2003
- Priopus depressus Schwarz, 1901
- Priopus desgodinsi Platia & Schimmel, 1995
- Priopus diehli Platia & Schimmel, 1995
- Priopus dissimilis Platia & Schimmel, 2003
- Priopus diversus (Fleutiaux, 1933)
- Priopus dorhni Platia & Schimmel, 1995
- Priopus drescheri Platia, 2005
- Priopus dureli Platia & Schimmel, 1995
- Priopus elateropsis (Candèze, 1897)
- Priopus elegans Szombathy, 1910
- Priopus enganensis (Candèze, 1892)
- Priopus erythronotus (Candèze, 1865)
- Priopus everetti Platia & Schimmel, 2003
- Priopus exilis (Van Zwaluwenburg, 1940)
- Priopus exquisitus (Candèze, 1860)
- Priopus fasciatus Platia & Schimmel, 2003
- Priopus ferrugineipennis (Miwa, 1927)
- Priopus ferruginosus Platia & Schimmel, 1995
- Priopus flavidus Platia & Schimmel, 1995
- Priopus fleutiauxi Van Zwaluwenburg, 1934
- Priopus frontalis Laporte, 1840
- Priopus fuscus (Fleutiaux, 1932)
- Priopus girardi Platia & Schimmel, 1996
- Priopus guadalcanalensis Platia & Schimmel, 1995
- Priopus haddeni (Fleutiaux, 1932)
- Priopus hasselti (Candèze, 1883)
- Priopus hayekae Platia & Schimmel, 1996
- Priopus hebetatus (Candèze, 1897)
- Priopus hiekei Platia & Schimmel, 1996
- Priopus hirashimai Platia & Schimmel, 1995
- Priopus homostictus (Candèze, 1860)
- Priopus horaki Platia & Schimmel, 2003
- Priopus humeralis Platia & Schimmel, 2003
- Priopus ineptus (Candèze, 1878)
- Priopus inflammatum Platia & Schimmel, 1996
- Priopus infuscatus Platia & Schimmel, 1996
- Priopus ishigakiensis (Ôhira, 1967)
- Priopus jucundus Platia & Schimmel, 2003
- Priopus kirschi Platia & Schimmel, 2003
- Priopus kubotai (Suzuki, 1978)
- Priopus kuehi Platia & Schimmel, 1995
- Priopus kume Kishii, 2004
- Priopus lackneri Platia, 2005
- Priopus laoticus Platia & Schimmel, 2003
- Priopus leechi Platia & Schimmel, 1997
- Priopus lemoulti Platia & Schimmel, 1995
- Priopus leveri (Van Zwaluwenburg, 1940)
- Priopus longicornis Platia & Schimmel, 1996
- Priopus loyi Platia & Schimmel, 1995
- Priopus luchti Platia, 2005
- Priopus lumawigi Platia, 2007
- Priopus marginatus (Fleutiaux, 1932)
- Priopus melanopterus (Candèze, 1865)
- Priopus merkli Platia & Schimmel, 1996
- Priopus mindoroensis Platia & Schimmel, 2003
- Priopus miniaticollis (Hope, 1831)
- Priopus miniatus (Hope, 1831)
- Priopus minidiversus Platia & Schimmel, 1997
- Priopus mirabilis (Fleutiaux, 1923)
- Priopus modiglianii (Candèze, 1897)
- Priopus niasensis Platia & Schimmel, 1995
- Priopus nigerrimus (Fleutiaux, 1902)
- Priopus nigriceps (Schwarz, 1900)
- Priopus nigripes (Fleutiaux, 1932)
- Priopus nitens (Fleutiaux, 1934)
- Priopus nitidicollis (Schwarz, 1902)
- Priopus nutritus (Candèze, 1891)
- Priopus obayashii (Miwa, 1934)
- Priopus oberthueri Platia & Schimmel, 1996
- Priopus ornatus (Candèze, 1894)
- Priopus ornatus (Candèze, 1891)
- Priopus pahangensis Platia & Schimmel, 2003
- Priopus partitus (Candèze, 1894)
- Priopus parvicollis (Candèze, 1894)
- Priopus paviei Fleutiaux, 1933
- Priopus pellucidus (Candèze, 1894)
- Priopus pendleburyi Platia & Schimmel, 1995
- Priopus peregrinus (Candèze, 1860)
- Priopus perroti Fleutiaux, 1940
- Priopus philippinensis Fleutiaux, 1914
- Priopus philippinus Platia & Schimmel, 2003
- Priopus pilosus (Candèze, 1878)
- Priopus plagiatus (Candèze, 1860)
- Priopus poggii Platia & Schimmel, 1995
- Priopus politoides Platia & Schimmel, 2003
- Priopus politus (Candèze, 1875)
- Priopus porrectus (Erichson, 1841)
- Priopus prominens (Erichson, 1841)
- Priopus pseudoplagiatus Platia & Schimmel, 1995
- Priopus pseudospiloderus Platia & Schimmel, 1995
- Priopus pulchellus (Fleutiaux, 1923)
- Priopus punctatus (Schwarz, 1902)
- Priopus quatei Platia & Schimmel, 1995
- Priopus riesei Platia & Schimmel, 1995
- Priopus robustus (Szombathy, 1910)
- Priopus rubidus (Erichson, 1841)
- Priopus rubriventris Van Zwaluweburg, 1940
- Priopus ruficollis (Schwarz, 1902)
- Priopus rufulus (Candèze, 1891)
- Priopus rufus (Candèze, 1860)
- Priopus rugosus (Fleutiaux, 1918)
- Priopus russatus Fleutiaux, 1933
- Priopus samuelsoni Platia & Schimmel, 1996
- Priopus sanguinicollis (Miwa, 1930)
- Priopus satoi (Nakane & Kishii, 1956)
- Priopus schadenbergi Platia & Schimmel, 1996
- Priopus schultzei Platia & Schimmel, 2003
- Priopus sedlaceki Platia & Schimmel, 1995
- Priopus seminiger (Candèze, 1893)
- Priopus separandus (Kirsch, 1875)
- Priopus seramensis Platia & Schimmel, 2003
- Priopus serricornis Candèze, 1891
- Priopus snizeki Platia & Schimmel, 1997
- Priopus spiloderus (Candèze, 1865)
- Priopus steinkeae Platia & Schimmel, 2003
- Priopus straatmani Platia & Schimmel, 1995
- Priopus strbai Platia & Schimmel, 1995
- Priopus stricticollis Platia & Schimmel, 1995
- Priopus subcostatus Platia, 2007
- Priopus sumatrensis Platia & Schimmel, 2003
- Priopus summus Platia & Schimmel, 1995
- Priopus superbus (Fleutiaux, 1894)
- Priopus tailandicus Platia & Riese, 2004
- Priopus tersus (Candèze, 1897)
- Priopus tibetanus Platia, 2007
- Priopus tonkinensis (Fleutiaux, 1933)
- Priopus torrevillasi Platia & Schimmel, 1996
- Priopus tricolor (Candèze, 1897)
- Priopus trimaculatus (Hope, 1831)
- Priopus umbilicatus (Candèze, 1875)
- Priopus ursulus (Candèze, 1894)
- Priopus ustulatus (Candèze, 1882)
- Priopus vafer (Erichson, 1841)
- Priopus venustus Platia & Schimmel, 1995
- Priopus vitalisi Fleutiaux, 1933
- Priopus wallacei Platia & Schimmel, 1995
- Priopus walshi Platia & Schimmel, 1995
- Priopus waterstradti Platia & Schimmel, 1995
- Priopus whiteheadi Platia & Schimmel, 1996
- Priopus yagianus Kishii, 1993
- Priopus yonaguni (Kishii, 1982)
- Priopus zwaluwenburgi Platia & Schimmel, 1996